# Mykoła Twerdochlib
Mykoła Dmytrowycz Twerdochlib, ukr. Микола Дмитрович Твердохліб, pseud. Hrim, Muzyka, Petro (ur. 1911 w Petryliwie koło Tłumacza, zm. 17 maja 1954 koło wsi Zełena koło Nadwórnej) – ukraiński działacz nacjonalistyczny, dowódca okręgu wojskowego Ukraińskiej Powstańczej Armii, członek Organizacji Ukraińskich Nacjonalistów.
Ukończył szkołę handlową w Stanisławowie, następnie szkołę podchorążych w Wojsku Polskim. W latach 1940–1941 prowadził szkolenie w kureniu Junactwa w Lublinie. Był instruktorem i dowódcą kompanii w szkole oficerskiej UPA „Ołeni-1” od lutego do kwietnia 1944 w stopniu chorążego. W kwietniu 1944 został awansowany do stopnia kapitana. Od 1945 w obwodowym zarządzie OUN-B w Stanisławowie, od 1947 przewodniczący Karpackiego zarządu krajowego OUN-B.
W latach 1944–1954 był dowódcą IV WO Howerlia, w 1946 awansowany do stopnia majora, w latach 1950–1954 referentem Służby Bezpieczeństwa OUN Kraju Karpackiego.
Zginął w bunkrze, broniąc się przed oddziałem NKWD, najpierw zastrzelił żonę, a następnie popełnił samobójstwo.